# آشوت هواکیمیان
آشوت آرتمی هواکیمیان (ارمنی: Աշոտ Արտեմի Հովակիմյան؛ زادهٔ ۱۶ نوامبر ۱۹۶۱) یک سیاستمدار و دیپلمات اهل ارمنستان است. وی از سال ۲۰۱۱ معاون وزیر امور خارجه ارمنستان می‌باشد.

## سمت‌ها
- سفیر ارمنستان در لهستان (۲۰۰۶–۱۹۹۹)
- سفیر غیرمقیم ارمنستان در لتونی، لیتوانی و استونی (۲۰۰۶–۲۰۰۰)
- سفیر ارمنستان در اتریش به همراه concurrent accreditation در مجارستان، اسلواکی و جمهوری چک (۲۰۱۱–۲۰۰۸)

## مدال‌ها
- مدال مخیتار گش